# 第62回ブルーリボン賞 (鉄道)

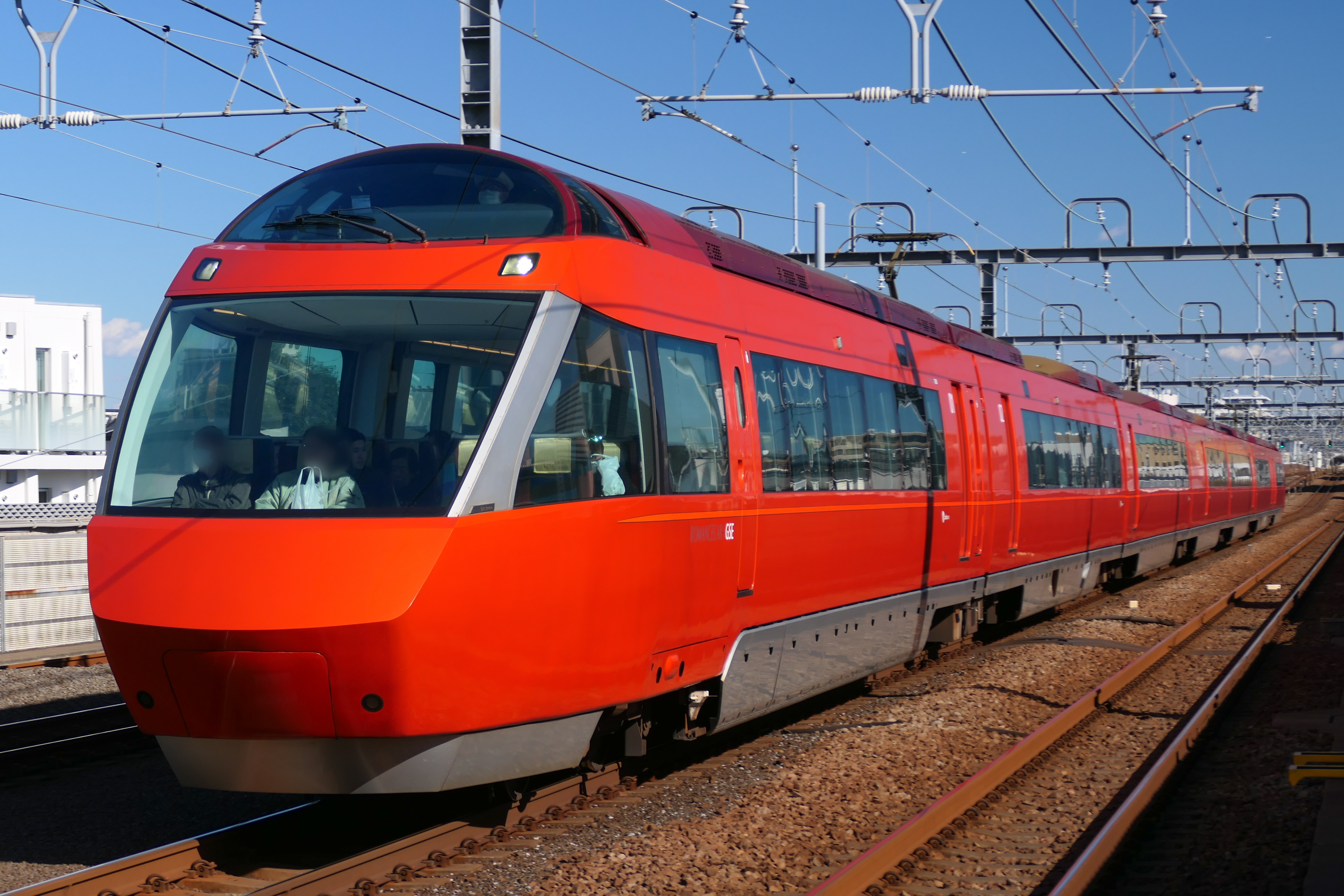
第62回ブルーリボン賞
小田急電鉄70000形電車

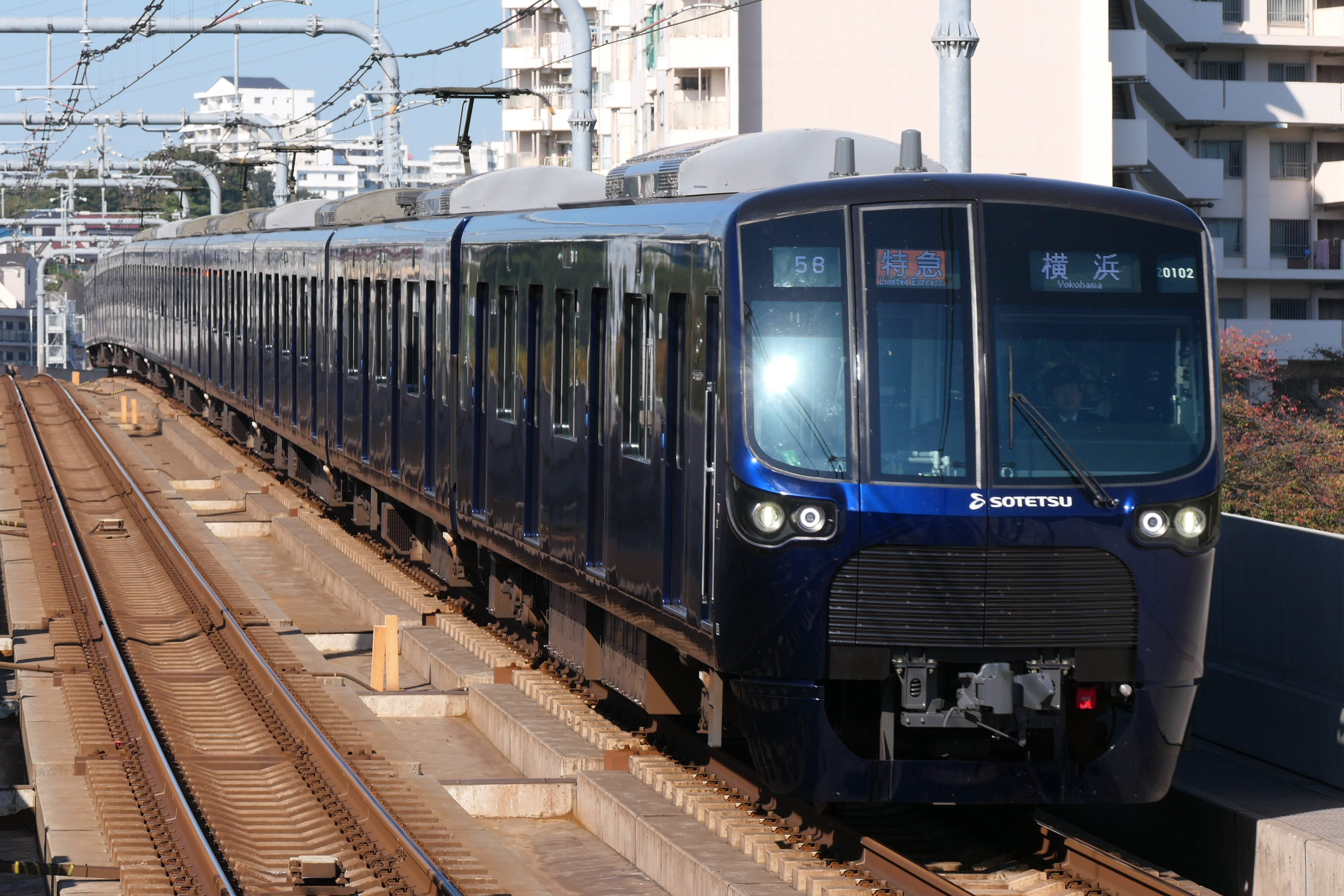
第59回ローレル賞
相模鉄道20000系電車

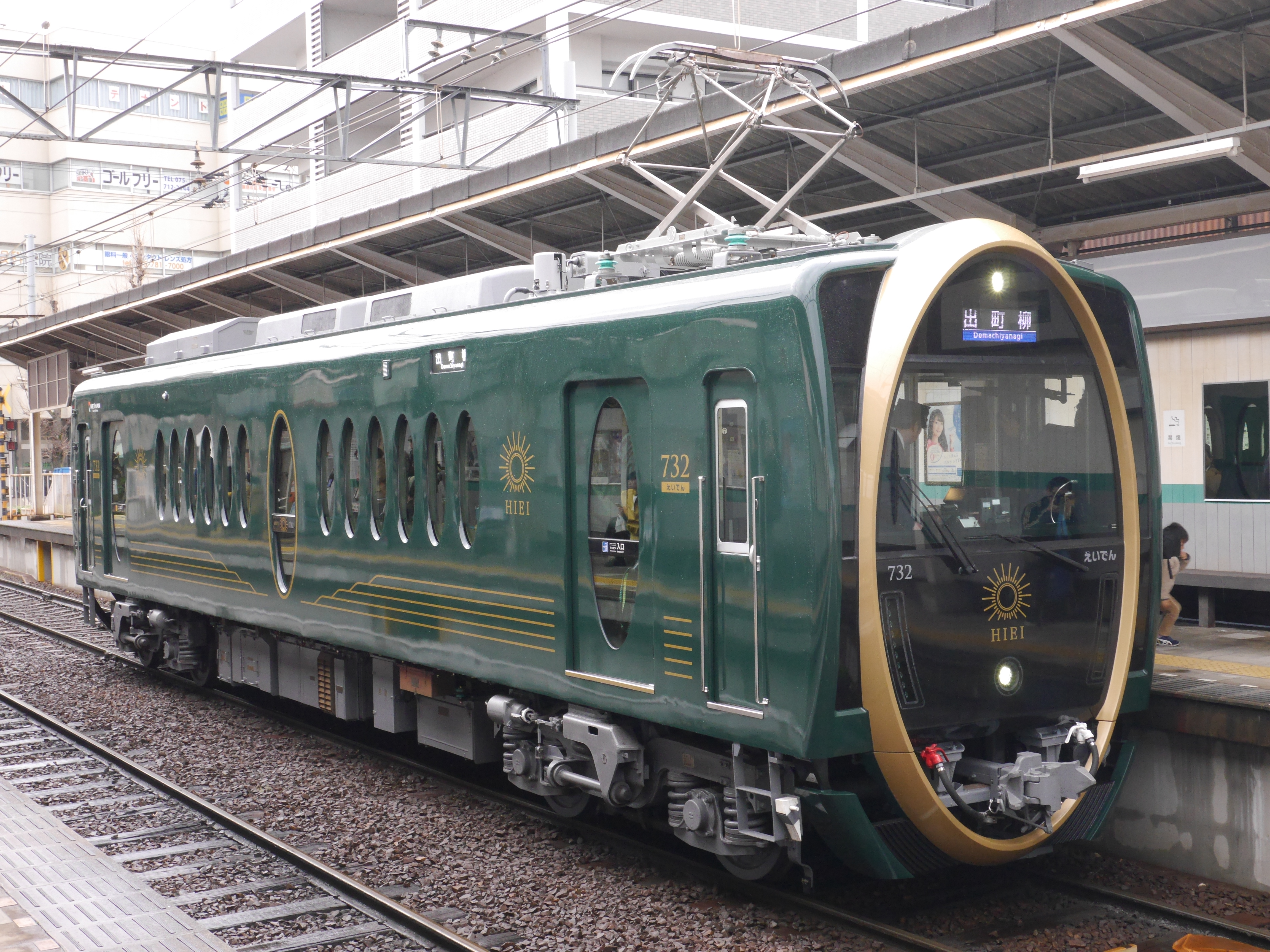
第59回ローレル賞
叡山電鉄デオ730形電車「ひえい」

第62回ブルーリボン賞（だい62かいブルーリボンしょう）は、2019年に鉄道友の会が選定したブルーリボン賞である。本項では、第59回ローレル賞（だい59かいローレルしょう）についても併せて記す。

## 概要
日本国内で使用する鉄道・軌道車両のうち、2018年1月1日から12月31日までの間に日本国内で営業運転に就いた新形式車両またはそれとみなせる車両で、候補車両決定の時点で現に営業をしていることを概ねの要件とする選定候補車両10車種のなかから、ブルーリボン賞1形式、ローレル賞2形式が選定された。

## 選定車両

### ブルーリボン賞
- 小田急電鉄 70000形電車（GSE）
  - 有効投票総数3096票のうち最高得票の992票により選定[1]。

### ローレル賞
- 相模鉄道 20000系電車
- 叡山電鉄 デオ730形電車「ひえい」

## 候補車両
鉄道友の会ブルーリボン賞・ローレル賞選考委員会が、候補車両とした10車種。
| 会社名         | 車両形式                               |
| -------------- | -------------------------------------- |
| 札幌市交通局   | 1100形電車                             |
| 東日本旅客鉄道 | 209系2200番台電車「BOSO BICYCLE BASE」 |
| 小田急電鉄     | 70000形電車                            |
| 東京急行電鉄   | 2020系電車 6020系電車                  |
| 東京都交通局   | 5500形電車                             |
| 相模鉄道       | 20000系電車                            |
| 叡山電鉄       | デオ730形電車「ひえい」                |
| 大阪高速鉄道   | 3000系電車                             |
| 神戸新交通     | 3000形電車                             |
| とさでん交通   | 3000形電車                             |